# Lotyšsko na Letních olympijských hrách 1996
Lotyšsko se účastnilo Letní olympiády 1996. Zastupovalo ji 47 sportovců (34 mužů a 13 žen) v 12 sportech.

## Medailisté
| Medaile | Jméno             | Sport      | Soutěž             |
| ------- | ----------------- | ---------- | ------------------ |
| Stříbro | Ivans Klementjevs | Kanoistika | muži C1 1000 metrů |